# 존 스노 (언론인)
존 스노(Jon Snow, 1947년 9월 28일 ~ )는 영국의 언론인, 방송인으로서, 채널 4 뉴스의 대표 진행자(앵커)이다.